# 山口美羽
山口 美羽（やまぐち みう、1988年9月16日 - ）は、東京都出身の日本の元タレント。『プラチカ』に所属していたが退所し、引退した。

## 略歴
- 2003年、アバンギャルドに所属し、芸名『山口遥』でデビュー。

その後、本名である『山口文江』に改名。同世代の桜木睦子、後藤香南子、星野飛鳥、上杉弘美などとならび、撮影会や制服グラビアなどで活躍していた。
- 2006年にアバンギャルドからフェイスネットワークに移籍し、それに伴い『山口美羽』に改名。同年9月に再デビュー。
- 2008年4月にフェイスネットワークから芸能部がプラチカとして分社化するに伴い、プラチカ所属となる。
- 2008年7月にプラチカを退所し、引退。

## 人物
- 堀越高等学校中退、2度の改名、事務所移籍、度重なる活動休止と、長続きしない傾向にある。

## テレビ出演
- エンタの味方!（TBS・2008年1月10日）
- 誘惑のマーメイド（MONDO21）

## リリース作品

### DVD
- 1st「はっぴぃ みう わーるど」2006年（スパークビジョン）
- 2nd「Angel Kiss 〜ビバ!みうごろく」2007年（トリコ）

### デジタル写真集
いずれもデジタル出版より発売
- 「Sportive Swim Wear COLLECTION 山口美羽」
- 「Sportive Swim Wear COLLECTION 2007」（堀井沙織、花清真由子とのオムニバス）